# Prasat Mueang Kao

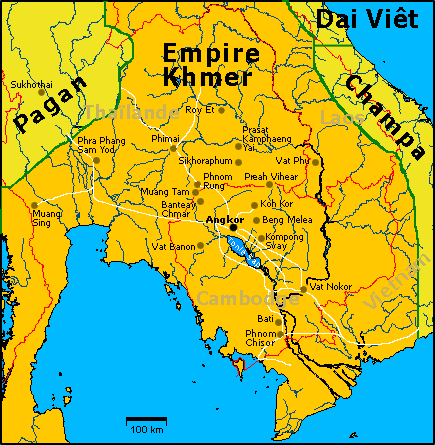
Principaux sites khmers

Le Prasat Mueang Kao est un temple khmer situé en Thaïlande, District de Sung Noen, dans la province de Nakhon Ratchasima. Il est bâti en latérite et en grès. Des fouilles entreprises en 1990-1991 ont révélé qu'il s'agissait de la chapelle d'un hôpital (Arogayasala), et qu'elle daterait du XIIIe siècle.
Selon une inscription découverte à Ta Prohm, le roi Jayavarman VII fit construire 102 Arogayasalas (ou Arogyasalas), des hôpitaux répartis sur l'ensemble de l'empire le long des principales routes. À proximité de chaque hôpital se trouvait une chapelle. On pense que les hôpitaux eux-mêmes étaient construits en bois. De nombreuses inscriptions en khmer et en sanscrit ont été retrouvées à proximité de ces arogayasalas, en rapport avec ces hôpitaux.

## Photographies

Panoramas
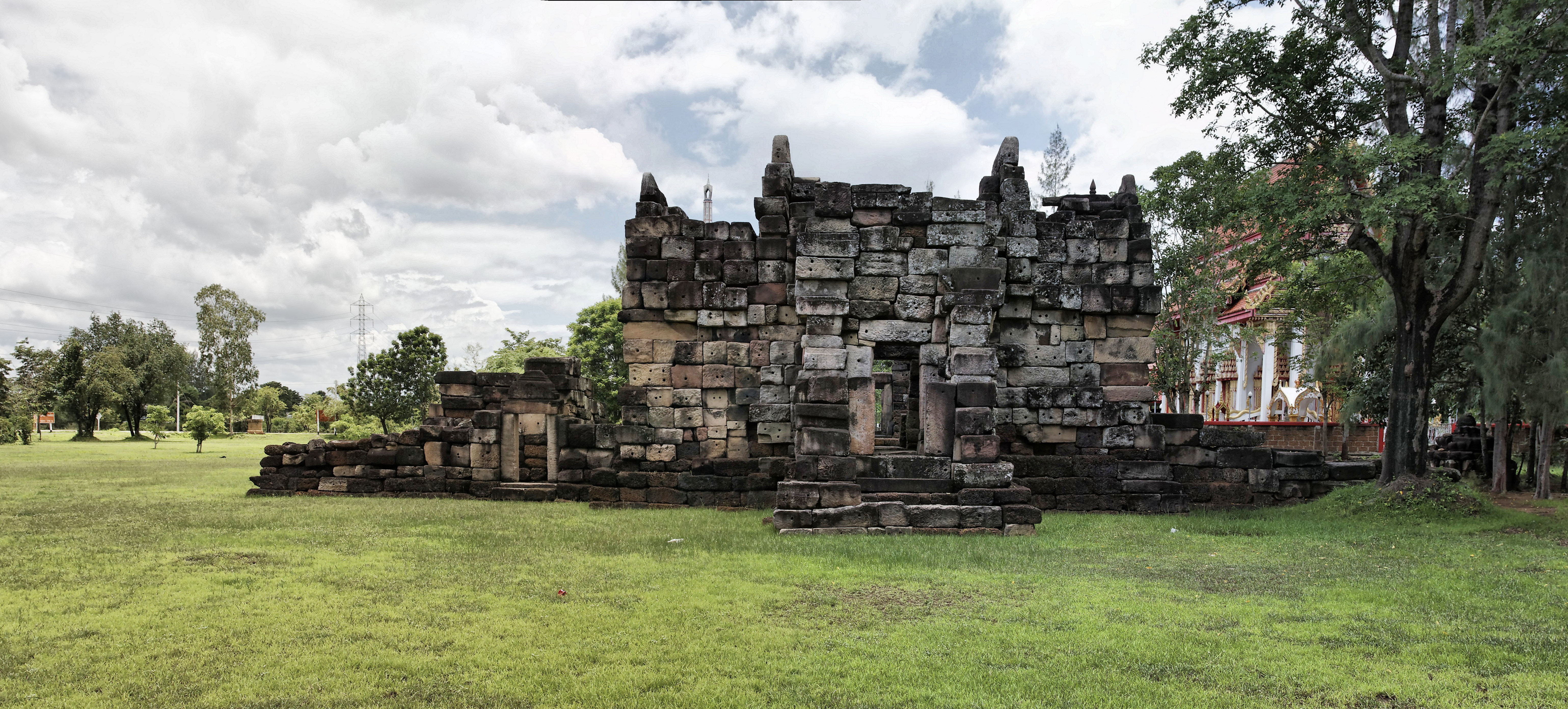
Vue d'ensemble
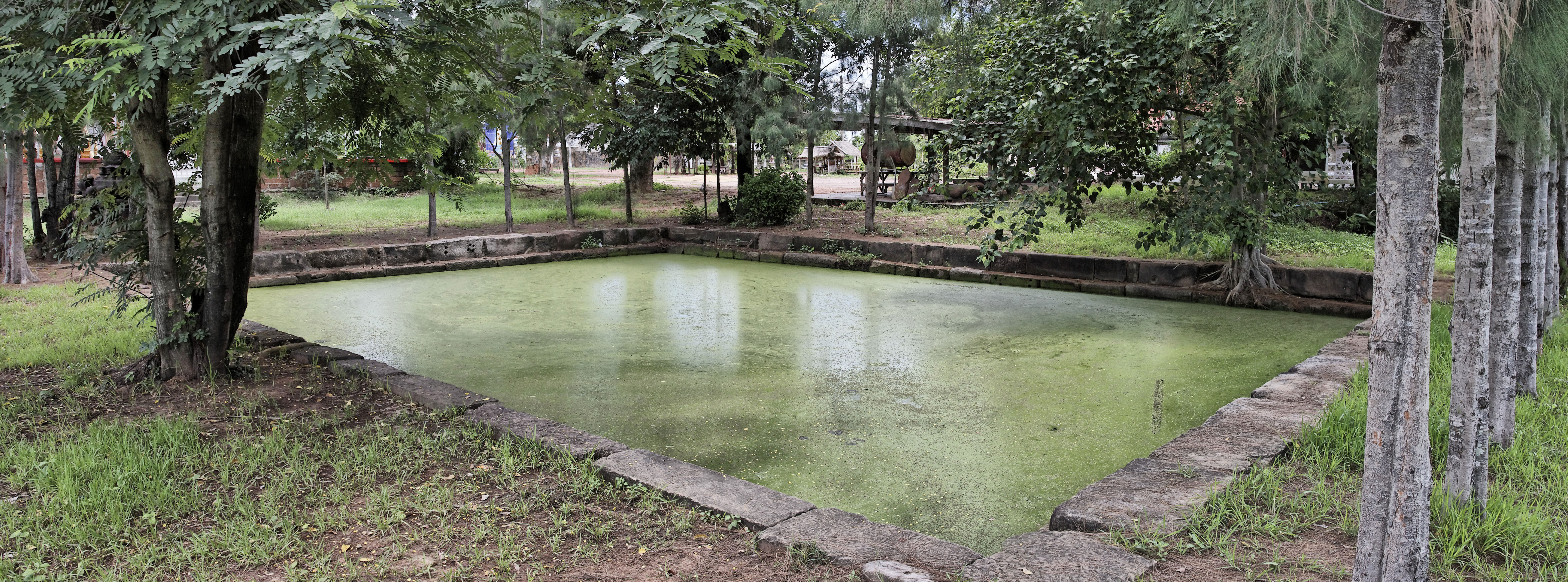
Le sra[1] à proximité de l'ensemble
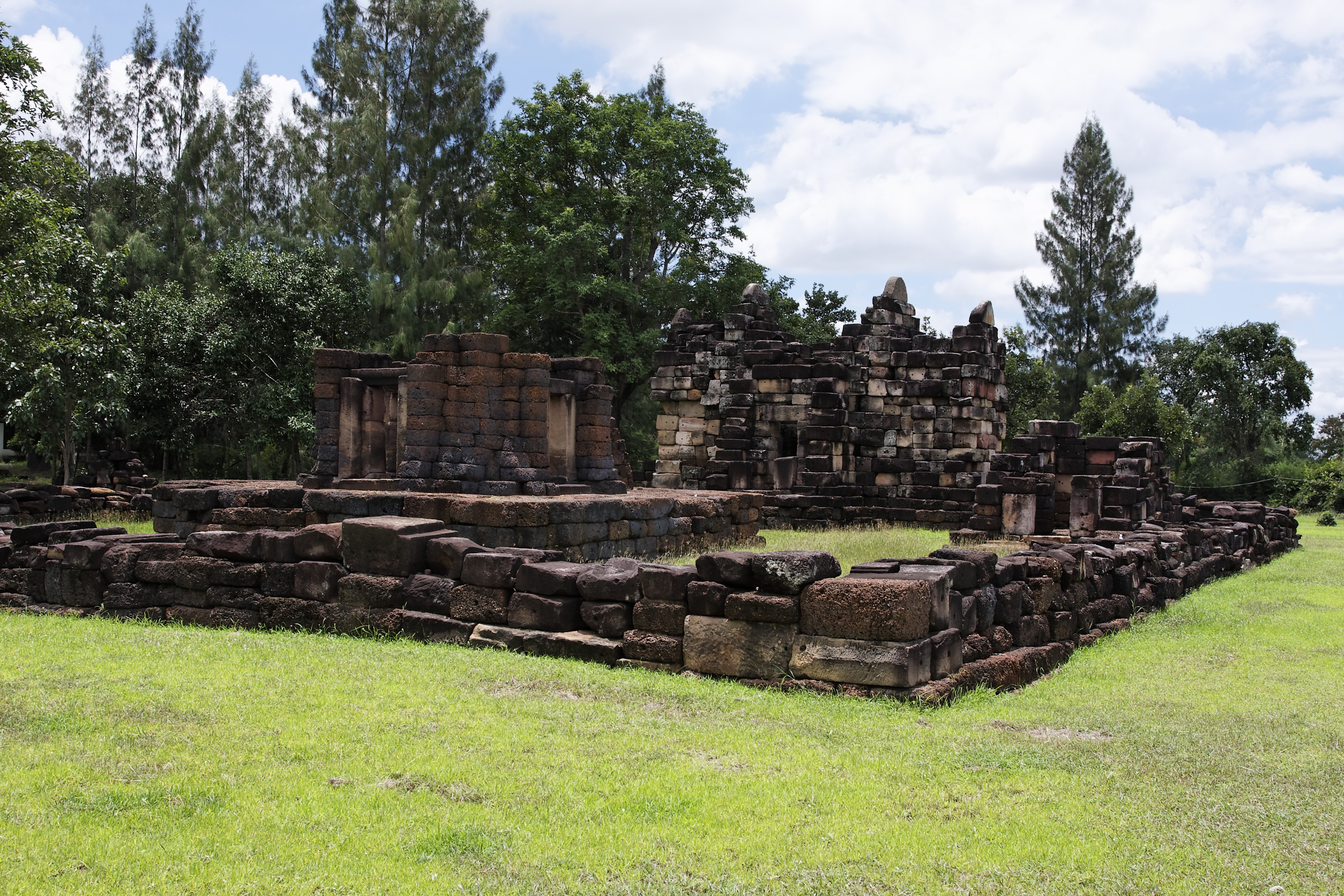
L'ensemble, vu du nord ouest: dans l'enceinte, les ruines de la tour sanctuaire et en fond, le gopura
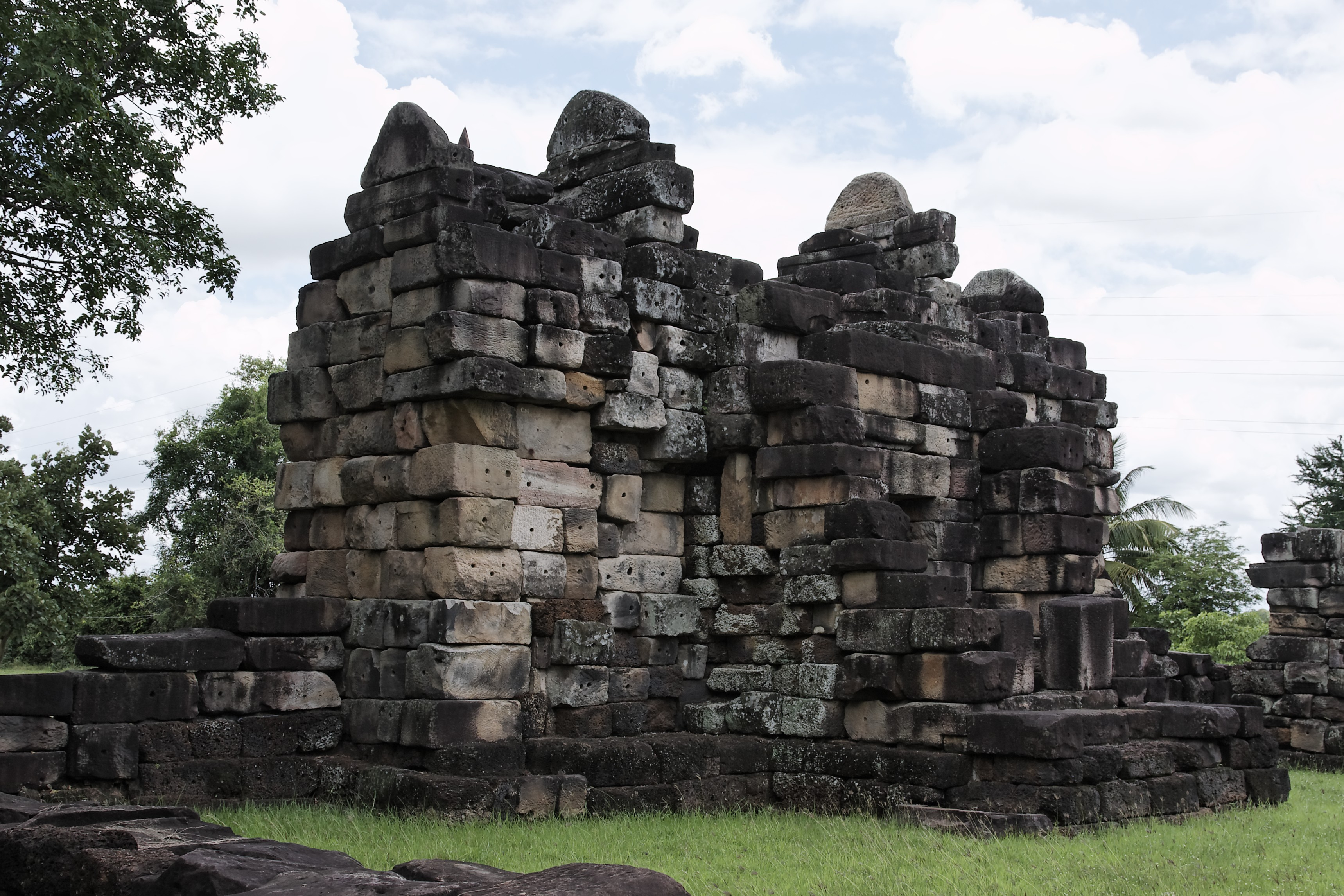
Gopura
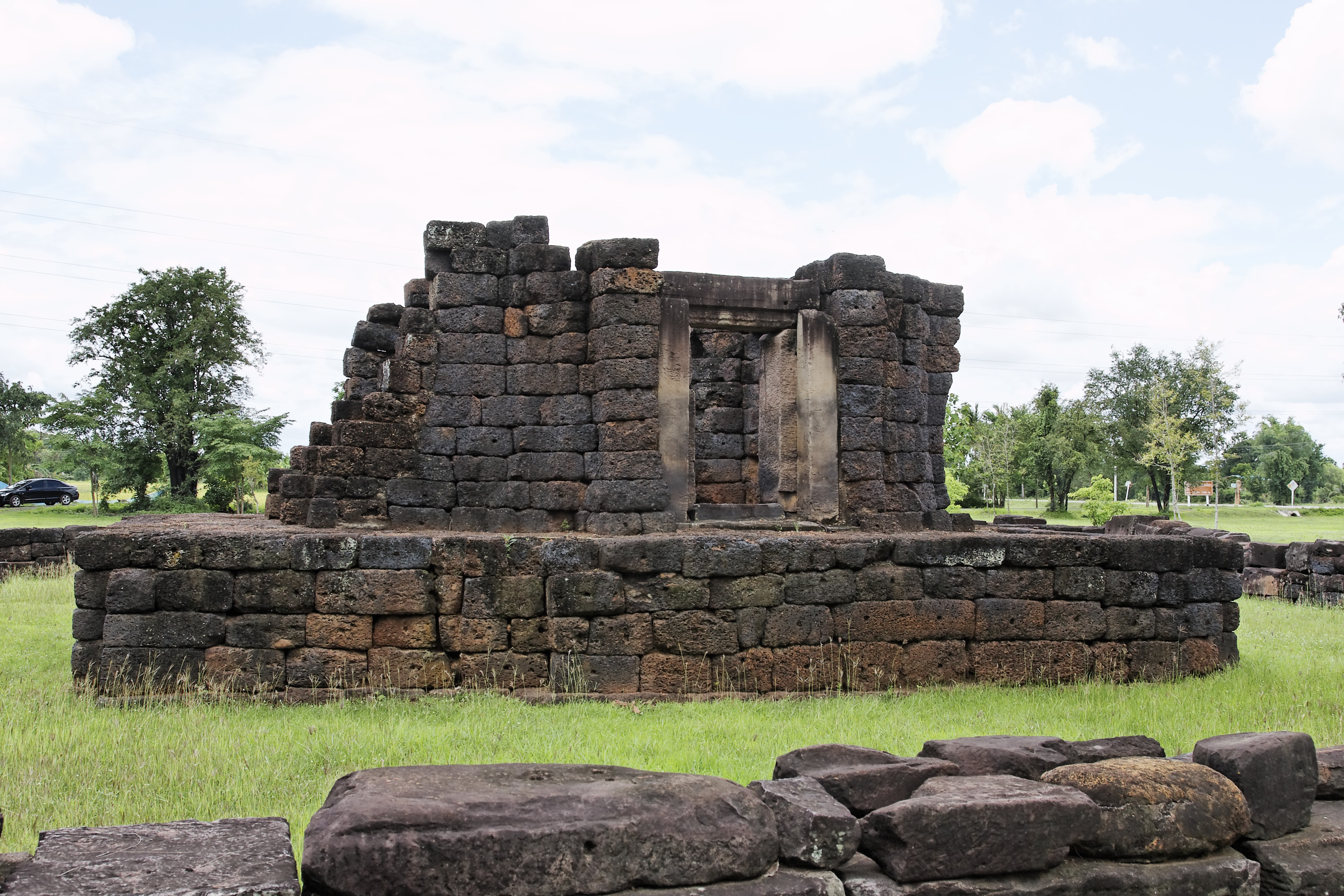
Ruines de la tour sanctuaire
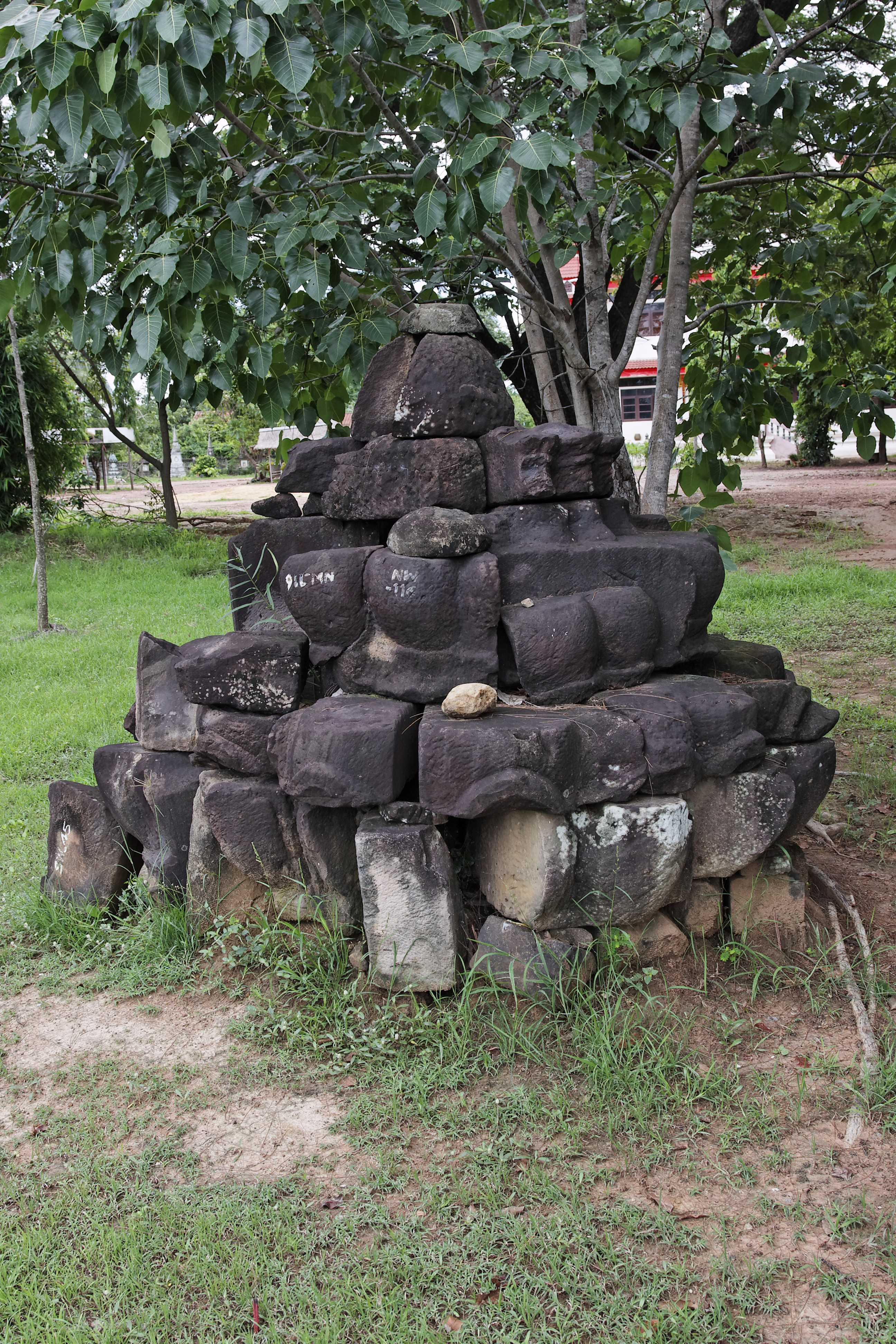
Le bouton de lotus en grès qui ornait le haut de la tour sanctuaire